# Abtsgreuth
Abtsgreuth is een plaats in de Duitse gemeente Münchsteinach, deelstaat Beieren, en telt 120 inwoners.